# Straußberg (Sondershausen)
Straußberg ist ein Ortsteil der Kreisstadt Sondershausen im Kyffhäuserkreis (Thüringen) mit knapp 100 Einwohnern.

## Lage
Der Ort liegt nah am Nordosthang der Hainleite.

### Nachbarorte

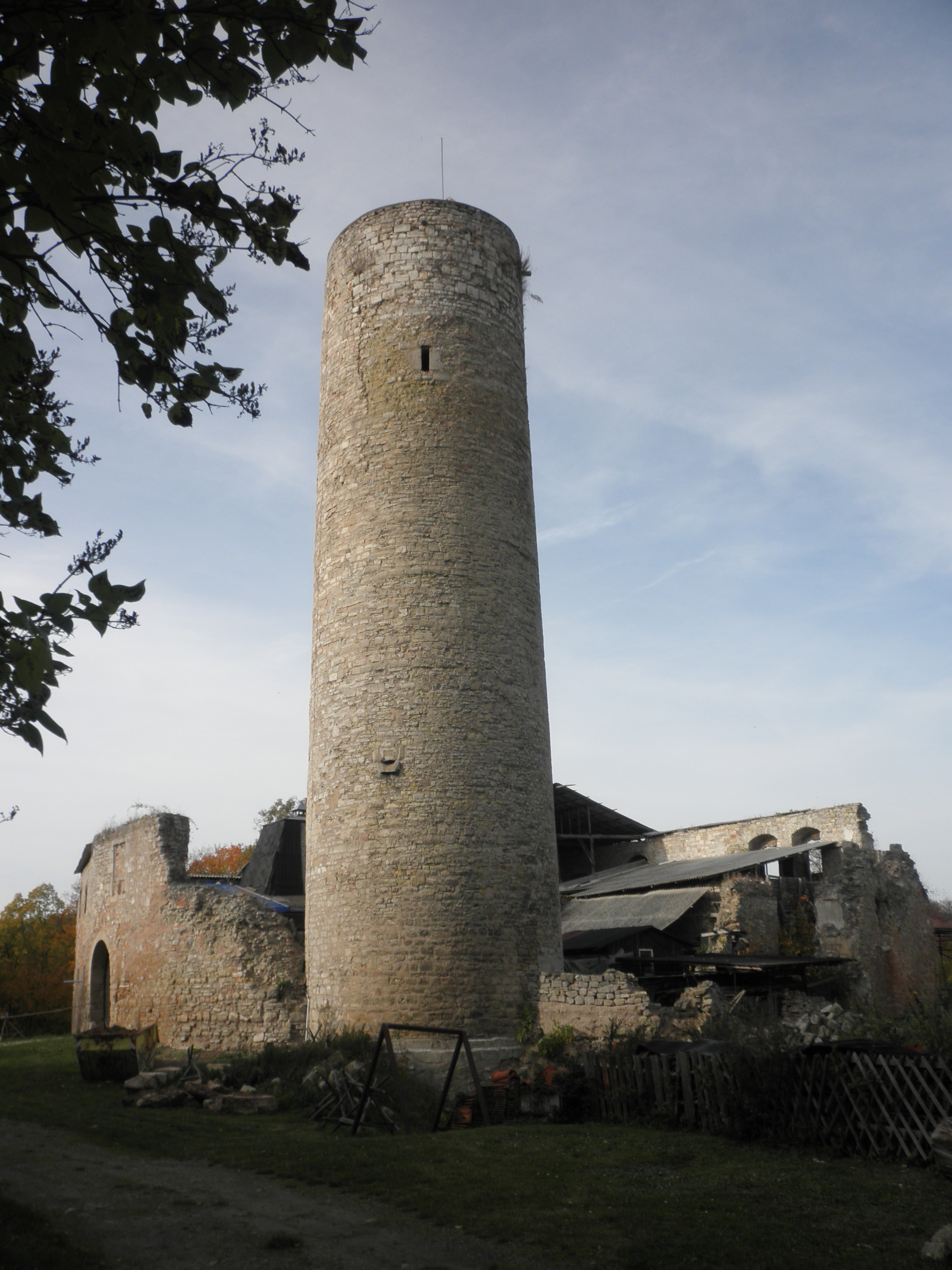
Burg Straußberg (2012)

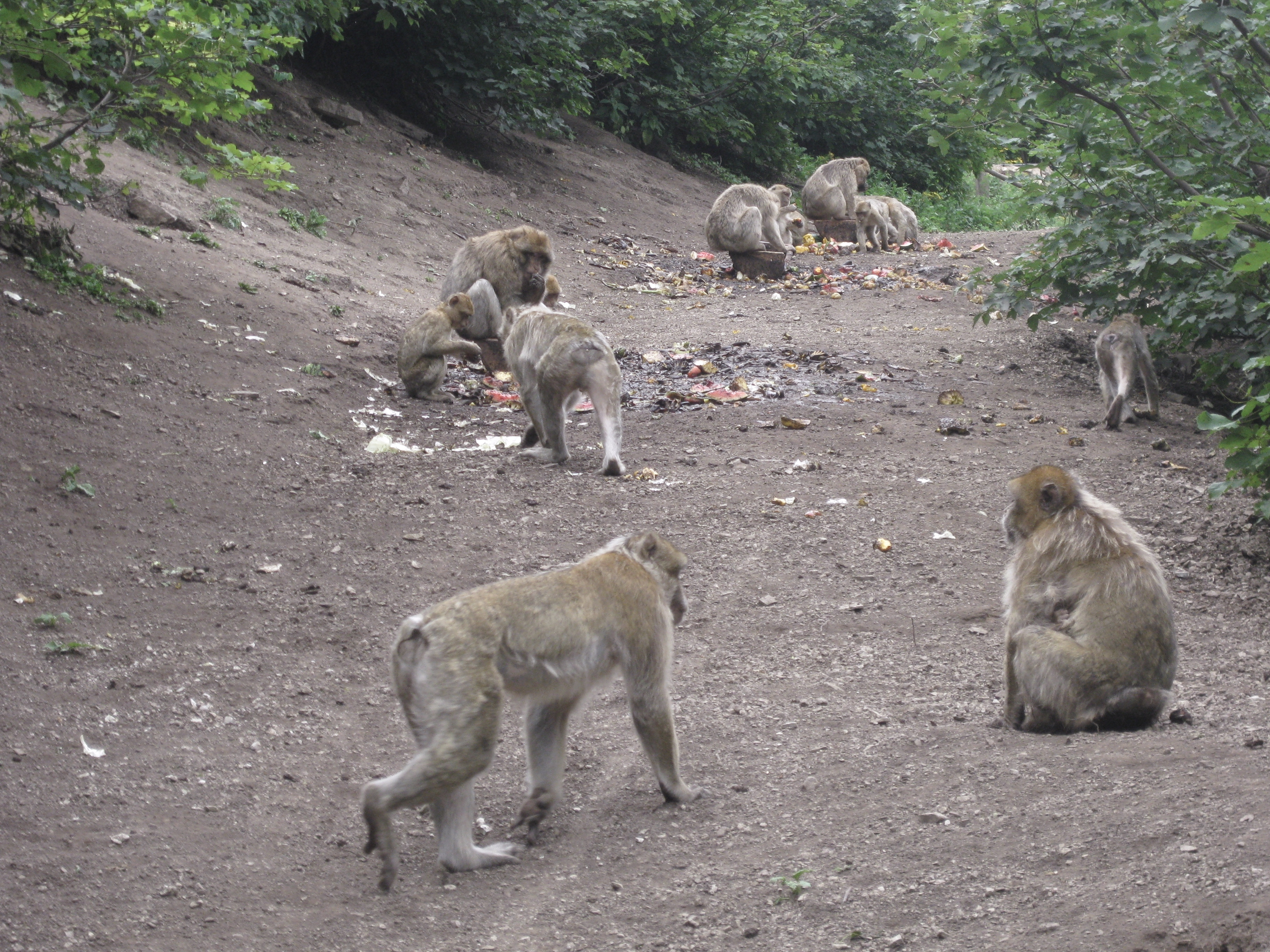
Affenwald

| Wernrode      | Kleinfurra                                  |           |
|               | Kompassrose, die auf Nachbargemeinden zeigt | Großfurra |
| Kleinberndten | Immenrode                                   |           |

## Geschichte
Auf dem zur Gemarkung Straußberg gehörenden Berg Feuerkuppe wurde spätbronze- bis früheisenzeitliche Keramik gefunden, die eine vorgeschichtliche Besiedlung beweisen.
Der auf der Hainleite gelegene Ort wurde erstmals 1267 als Burg Straußberg urkundlich erwähnt als Sitz des landgräflichen Truchsessen von Thüringen, Berthold von Schlotheim. Die Burg Straußberg liegt heute nordwestlich des Ortes. Bis 1918 gehörte der Ort mit Immenrode als Exklave zur Unterherrschaft des Fürstentums Schwarzburg-Rudolstadt.
Des Weiteren gibt es hier den „KiEZ Ferienpark Feuerkuppe“ – ein Bungalowdorf mit Bowlingbahn, Schwimmbad und Kletterturm –, einen Affenpark mit frei lebenden Berberaffen, Varis, Kattas und Kängurus sowie eine Sommerrodelbahn. Diese Einrichtung wurde 1951 von der Deutschen Reichsbahn als Zentrales Pionierlager „Gheorghiu Dej“ für die Feriengestaltung der Schüler gegründet, aber auch als Ferienheim und Schulungshaus für Betriebsmitarbeiter genutzt.
Mit Auflösung der Verwaltungsgemeinschaft Schernberg wurde das Dorf am 1. Januar 1996 Ortsteil der Großgemeinde Schernberg, die ihrerseits am 1. Dezember 2007 in die Stadt Sondershausen eingemeindet wurde.

## Vereine
- Interessengemeinschaft Burg Straußberg e. V.
- Jägerschaft Sondershausen e. V.
- KiEZ Ferienpark Feuerkuppe e. V.

## Persönlichkeiten
- Sabine Manke (* 15. Februar 1970 in Straußberg), Schauspielerin, Hörspiel- und Synchronsprecherin